# Cá voi mõm khoằm Layard
Cá voi mõm khoằm Layard, tên khoa học Mesoplodon layardii, là một loài động vật có vú trong họ Ziphiidae, bộ Cetacea. Loài này được Gray mô tả năm 1865. có răng hai bên hàm nhô ra ngoài